# 非ステロイド性抗炎症薬
非ステロイド性抗炎症薬（ひステロイドせいこうえんしょうやく、英語: non-steroidal anti-inflammatory drug）
は、抗炎症作用、鎮痛作用、解熱作用を有する薬剤の総称。頭文字を連ねて短縮表記されることも多く、NSAID（英語発音: [ˌen.es.eɪ.aɪ.ˈdiː] エヌ・エス・エイ・アイ・ディー））や（複数種類あるので s つきで）NSAIDs（エヌセッズ、エヌセイズ）と表記し、かっこ内の発音をされる。疼痛、発熱、炎症の治療に用いられる。代表的な NSAID にはアセチルサリチル酸（販売名 アスピリン、バファリンなど）、イブプロフェン（販売名 ブルフェン）、ロキソプロフェン（販売名 ロキソニン）、ジクロフェナク（販売名 ボルタレン）がある。また外用薬もある。
NSAIDs というのは先行するステロイド系抗炎症薬の副作用が問題視された後に登場したステロイドではない抗炎症薬。ところがこの NSAID でも、NSAID潰瘍のような、死亡につながる可能性のある副作用は 2000 年前後にアメリカ合衆国で毎年 3,200 人、あるいは過剰推計ともされるが 16,500 人が死亡しているという 2 つの推計がある。COX-2 への選択性を高め胃腸作用を減らした NSAID のうち、ロフェコキシブは心臓の副作用が増加したことで発売元は自主回収することとなった。
さまざまな NSAIDs は作用には大差がなく、異なるのは用量、服用方法である。NSAIDs の胃粘膜保護に関する試みで最も成功したのは、アセチル化と pH の調整、また、胃粘膜保護作用を持つ薬剤との併用である。胃酸分泌抑制効果のある H2 ブロッカー（例：ラフチジン（販売名 プロテカジン）、ラニチジン（販売名 ザンタック）や、ミソプロストール（販売名 サイトテック）が、アメリカ合衆国では最も成功した薬剤である。例えば、ジクロフェナクとミソプロストールを合剤にしたオルソテックなどもあり、非常に効果的だが、高価である。日本では、バファリンなどの合剤がある。
一般医を受診する患者の 25 % は変形性関節症で、その半数から全ての例が NSAIDs を処方される。65 歳以上の人口の 80 % に X 線上有意な変形性関節症が存在するとされており、そのうち 60 % が疼痛などの症状を訴える。2001年には、アメリカ合衆国では 7,000 万錠の NSAIDs が処方され、300 億錠が薬局で販売された。

## 名称の由来
単語「非ステロイド」とは、糖質コルチコイド（グルココルチコイド）でないことを意味する。グルココルチコイドは抗炎症薬の主要なグループを構成するが、1950年代にはグルココルチコイドに由来する医原病と思われる症例が多数報告されるようになった（詳細についてはステロイド系抗炎症薬の副作用）。このため、1960年代に開発された新しい抗炎症薬の一群がグルココルチコイド系ではないことを知らせることが重要とされ、NSAID という概念が一般化されるに至った経緯がある。

## 作用機序
非ステロイド性抗炎症薬には選択性のものと非選択性のものがある。
最も一般的な非ステロイド性抗炎症薬の多くは、すべてのシクロオキシゲナーゼ（COX-1, COX-2）活性を可逆的に競合阻害する。アラキドン酸が結合するシクロオキシゲナーゼの疎水性チャネルを封鎖することでアラキドン酸が酵素活性部位に結合することを防いでいる。例外は、アスピリンで、これはシクロオキシゲナーゼ（COX-1, COX-2 両方とも）をアセチル化することで阻害する。これは不可逆的な反応であり、核を持たず蛋白合成ができない血小板にとっては不可逆的な作用をもつ。この特性からアスピリンは冠動脈疾患や脳梗塞の既往のある者に対して投与される抗血小板薬として用いられる。アスピリンの抗血小板作用は退薬後、血小板の寿命である約10日間持続する。シクロオキシゲナーゼ1（COX-1）は恒常的に発現しており、胃壁の防御作用に関与している。胃壁が自ら分泌する、胃液に含まれる胃酸（塩酸）により溶かされないよう防ぐのに必要である。COX-1 が阻害されると、胃潰瘍や消化管出血の原因となる。
一方 COX-2 は炎症時に誘導されるプロスタグランジン合成酵素であり、NSAIDs の抗炎症作用は COX-2 阻害に基づくと近年考えられ、COX-2 を選択的に阻害する新しい NSAIDs が創製されている。特に酸性 NSAIDs は強いシクロオキシゲナーゼ活性阻害を有しており、COX によりアラキドン酸からプロスタグランジンが合成されるのを阻害する（最近では、COX-1, COX-2 ともに抑制された場合のみ消化管障害が発現し、いずれかが阻害されずに残っている場合には消化管障害は起きにくいことが COX-1 あるいは COX-2、もしくは COX-1 と COX-2 を遺伝的に欠損させたマウスの実験から明らかとなっている）。
プロスタグランジンには、炎症、発熱作用があるため結果的に NSAIDs は抗炎症作用、鎮痛作用、解熱作用を持つ。パラセタモール（アセトアミノフェン）もシクロオキシゲナーゼ活性阻害作用を持つため、NSAIDs に分類されることがあるが、明らかな抗炎症作用は持たず、真の意味での NSAIDs ではない。近年まではっきり解明されていなかったがこの抗炎症作用の欠落は、アセトアミノフェンのシクロオキシゲナーゼ阻害作用が中枢神経系に主に作用するからと考えられている。この中枢神経に存在するシクロオキシゲナーゼは、COX-3 と呼ばれる。

## 歴史
1829年初頭に、鎮痛効果があるとして民間療法で用いられていたヤナギの樹皮から初めてサリチル酸が分離された。非ステロイド性抗炎症薬は、少量で鎮痛効果、大量投与で抗炎症効果がある薬物として重要なものとなった。以前は処方箋が必要であったが、現在では、イブプロフェンなどは薬局で販売されるようになっている。古くはリウマチなどの重篤な疾患にのみ処方されていたが、スポーツや事故による怪我の鎮痛、腰痛や手術後の鎮痛にも処方されるようになって久しい。癌や、冠動脈疾患など他の適応についての研究も続けられている。

## 禁忌
分娩直前（妊娠末期）では、胎児の動脈管の閉鎖を引き起こすため、絶対に服用してはならない。また、手や指で部位を塗布した場合、犬や猫などの愛玩動物が、何らかの経緯で中毒を起こし、健康を害したり死亡させる事例が確認されている。

## 副作用
大量に消費されているため、副作用も多く出現する。最も多いのは胃腸炎で、軽い胃部不快感から、治療に長期間を要する、重篤な出血を伴う潰瘍までが起こりうる。胃潰瘍は通常、非ステロイド性抗炎症薬を中止するとすぐに治癒し始める。
- 気管支喘息（アスピリン喘息）
- 肝障害
- 腎障害（特に降圧剤との併用には注意[11]）

NSAIDsの注意点としては、消化管潰瘍の副作用、喘息患者に合併するアスピリン喘息、また各種アレルギー反応、腎障害というものがあげられる。ニューキノロン薬との併用、妊婦への投与は製剤を選べば副作用回避が可能ともいわれているが、用いない方が無難とされている。
イブプロフェンピコノール
他の副作用としては骨折の治癒を阻害する、心血管系では血小板機能を阻害し出血を止まりにくくする。また、腎機能障害や、腎のプロスタグランジンを阻害し、血圧調整機能を障害する。以上の理由で、慢性心疾患、腎機能障害、血圧異常の患者にNSAIDsは慎重に使用する必要がある。NSAIDsは、身体の障害によって産生されるプロスタグランジンの合成を阻害することにより効果を発揮するが、プロスタグランジンは、炎症と疼痛をもたらすだけではなく、胃内膜などの再生に関わるなど、必要な役割もある。

### 胃腸障害

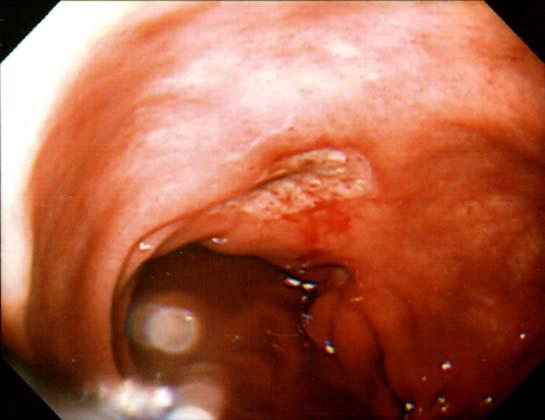
ロキソプロフェンナトリウムによる急性胃潰瘍

NSAIDsの胃腸障害作用は用量依存性であり、多くの場合致命的となる胃穿孔や、上部消化管出血を起こす。概ねNSAIDsを処方された患者の10〜20 %に消化器症状が現れ、アメリカでは年間に10万人以上が入院し、1万6500人が死亡している。また、薬剤が原因の救急患者の43 %をNSAIDsが占めている。このような事態の多くは本当は避けられたとする研究結果もある。ある研究によると、NSAIDsを処方された患者の42 %は、実際は不必要な処方であった。
毎年アメリカ人の1万6500人が死亡というのは1999年の統計を米国人口に当てはめて推計したもので、後に過大評価との指摘もあり、2004年には1990年代の死亡率データから3200人としているが、実際にはこの推計は異なる時期の異なる患者集団を元にしており、より適切な臨床試験がなければ正確な評価は困難である。

### 腎障害
NSAIDsによるプロスタグランジン産生抑制

→腎血管収縮による腎血流量減少＋ヘンレループでのナトリウム再吸収増加＋抗利尿ホルモン作用亢進
→尿量減少

となり、腎血流量低下と尿量減少から腎機能低下例では腎不全に至ることがある。
RAS系阻害薬と利尿薬を併用していると腎血流量は低下する。この2剤に加え3剤目にNSAIDsを服用すると高率に急性腎障害を発症するため注意を要する。これら三剤の併用は組み合わせは「Triple Whammy（三段攻撃）」と呼ばれており、避けるようにする。

### 連用障害
連用した場合は薬物乱用頭痛を引き起こす。英国国立医療技術評価機構は、アセトアミノフェン・アスピリン・NSAIDsを単独または併用の服用が月に15日以上ある状態が3ヶ月以上続く場合、薬物乱用性頭痛の可能性が疑われるとしている。

## NSAIDsの分類
NSAIDsはさまざまな種類が知られている。NSAIDsの選択において重要なのは、その使い分けが治療に本質的な差を生むことはなく、副作用のコントロールのためと考えて行うことである。患者のQOLを考慮した技術にすぎない。

### 酸性NSAIDs
サリチル酸系
アスピリン、エテンザミド、ジフルニサルが含まれる。不可逆的な血小板抑制作用がある。アスピリン特有の合併症にはアスピリン喘息とライ症候群がある。喘息患者の10 %にアスピリン過敏性があり、アスピリン過敏性がある患者は他のNSAIDsにも過敏である。
フェナム酸系
メフェナム酸
フェニル酢酸系
ジクロフェナク、スリンダク、インドメタシン、フェルビナク、エトドラク、トルメチンなど。坐剤があるため即効性の高いジクロフェナクやインドメタシン（塗り薬や湿布薬としても）がある。
プロピオン酸系
静注可能なフルルビプロフェンや強力な鎮痛作用を持つロキソプロフェン、イブプロフェン、ナプロキセンなどがこれに含まれる。強力な鎮痛作用に加えて白血球抑制作用も知られ、その影響から消化管への副作用もアスピリンよりは少ない。イブプロフェンピコノールのような外用剤もある。
アントラニル酸系
ウフェナマートが外用剤として用いられる。
COX-2阻害薬（コキシブ）

オキシカム系
シクロオキシゲナーゼの非選択的阻害剤で、ピロキシカムおよびそのプロドラッグであるアンピロキシカム、テノキシカム、ドロキシカム、ロルノキシカム、メロキシカムといった薬が知られている。ピロキシカム、アンピロキシカムは血中半減期が他のNSAIDsに比べて非常に長いため1日1回投与で十分となる（多くは1日3回投与）。メロキシカムのみCOX-2を選択的に阻害する。

### 塩基性NSAIDs
2017年4月現在、日本で薬事承認されている塩基性NSAIDsはチアラミドのみである。鎮痛効果が低いがアスピリン喘息の患者にも投与可能ともいわれている。しかし喘息を誘発したという報告もあり用いない方がよいとされている。

### その他
ピリン系（ピラゾロン系）
厳密にはNSAIDsではない。スルピリンやイソプロピルアンチピリン（総合感冒薬や頭痛薬の一部製品に配合）などが含まれる。解熱鎮痛作用はあるが消炎作用はない。
非ピリン系（アニリン系）
厳密にはNSAIDsではない。アセトアミノフェンが含まれる。解熱鎮痛作用はあるが消炎作用はない。ライ症候群予防のため小児ではよく用いられる。日本では小児用バファリン、世界的にはタイレノール（日本では2000年に市販開始）が有名。日本国内では、ノーシン（アラクス）、カロナール（あゆみ製薬）などが有名。処方箋医薬品としてはアセトアミノフェン単剤として「カロナール」をあゆみ製薬が製造販売している。
総合感冒薬
NSAIDsの他に抗ヒスタミン薬やカフェインが含まれている。PL顆粒などが含まれる。
その他
ナブメトン

### COX-2
前述のようにCOX-1/2をともに阻害すると消化管の障害が出現するため、COX-2選択性の高い薬剤が開発された。セレコキシブが選択的COX-2阻害薬であり、エトドラクやメロキシカムやナブメトンはCOX-2選択性が高いがCOX-1にも作用すると考えられている。血小板凝集抑制作用のあるプロスタサイクリンがCOX-2阻害により減り、相対的にトロンボキサンA2の働きが強まり、血栓傾向が高まり心血管事故が増えることがわかり、全米で3万件近い訴訟が起こるなど一大問題となった。メルクが開発したロフェコキシブ（商品名: Vioxx）は自主回収になった。
- エトドラク（販売名 オステラック、ハイペンなど）
- メロキシカム（販売名 モービック）
- セレコキシブ（販売名 セレコックス、Celebrex, Celebra）
- ロフェコキシブ（日本では未発売）

### COX-3
2002年にシモンズらがアセトアミノフェン（パラセタモール、商品名 タイレノールなど多数）に関連する新たなアイソザイムを発見したと発表した。COX-3は、主に中枢神経系に存在するCOX-1の変種（スプライシングバリアント）で、アセトアミノフェンなどの鎮痛消炎剤によって阻害されるとされ、チャンドラセクハランらにより構造が決定、発表された。
ただしその後、COX-3の存在を疑問視する研究結果も発表されている。